# Proto upptäckarverkstad
Proto upptäckarverkstad (estniska: Proto Avastustehas) är ett vetenskaps- och upplevelsecentrum i Tallinn i Estland.  Proto öppnade den 19 oktober 2019 och ligger i Noblessnerhamnen i stadsdelen Põhja-Tallinn, nära Kalamajaparken och Tallinns sjöflyghamn. I Noblessnerområdet finns bland annat nybyggda flerbostadshus, Põhjala-bryggeriets nya fabrik och Kai konstcentrum, som öppnade i september 2019.
Proto visar åskådaren bland annat genom virtuell verklighet eller ett aktivt deltagande ett 30-tal av de viktigaste tekniska upptäckterna från 1800-talets mitt och 1900-talets början, i syfte att väcka intresse för naturvetenskap och teknik hos såväl vuxen som barn.

## Byggnaden
Proto upptäckarverkstad är belägen i en byggnad, som tidigare härbärgerade Noblessners gjuteri (estniska: Noblessneri valukoda), och som större delen av de senaste decennierna stått tom. Byggnaden är en av tolv industrihistoriskt intressanta byggnader i Noblessnerhamnen. Idén om att bygga ett vetenskaps- och upplevelsecentrum tillskrivs den estländska arkitektbyrån Kokos grundare Andrus Kõresaar. Ombyggnationen utfördes enligt estländska KAOS arkitekters ritningar. I huset finns efter ombyggnationen förutom utställnings- och evenemangslokaler också utrymmen för utbildningsverksamhet, möten och konferenser samt ett kafé. Upptäckarverkstads totala yta är 3 500 m², varav utställningslokaler upptar 1 600 m².
Noblessnerområdets historia sträcker sig tillbaka till 1912, då två affärsmän från Sankt Petersburg - Emanuel Nobel (Alfred Nobels brorson), verksam inom oljeindustrin, och Arthur Lessner, ägare av GA Lessner maskinfabrik, byggde ubåtsvarvet Nobel & Lessner där. Namnet Noblessner härleds från grundarnas efternamn. Under perioden 1913-1917 byggdes totalt 12 ubåtar på varvet. Varvet byggde och reparerade fartyg ända fram till 2018, men produktionen av ubåtar upphörde när Estland blivit självständigt.

## Bildgalleri

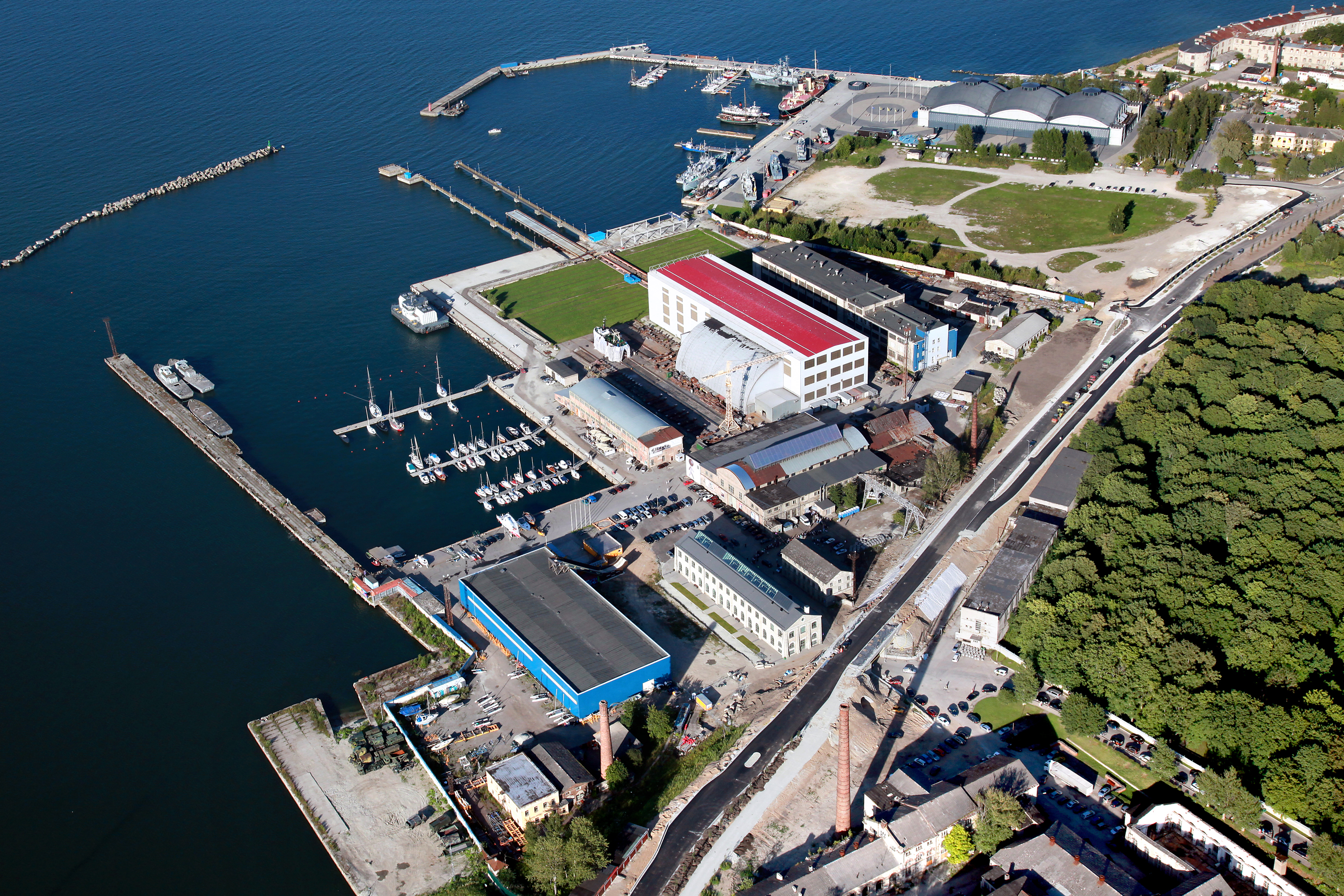
Noblessnerhamnen i Tallinn 2015. Rakt nedanför huset med ett rött tak ses Noblessners gamla gjuteri, idag Proto upptäckarverkstads lokal, med ett välvt tak och takfönster.
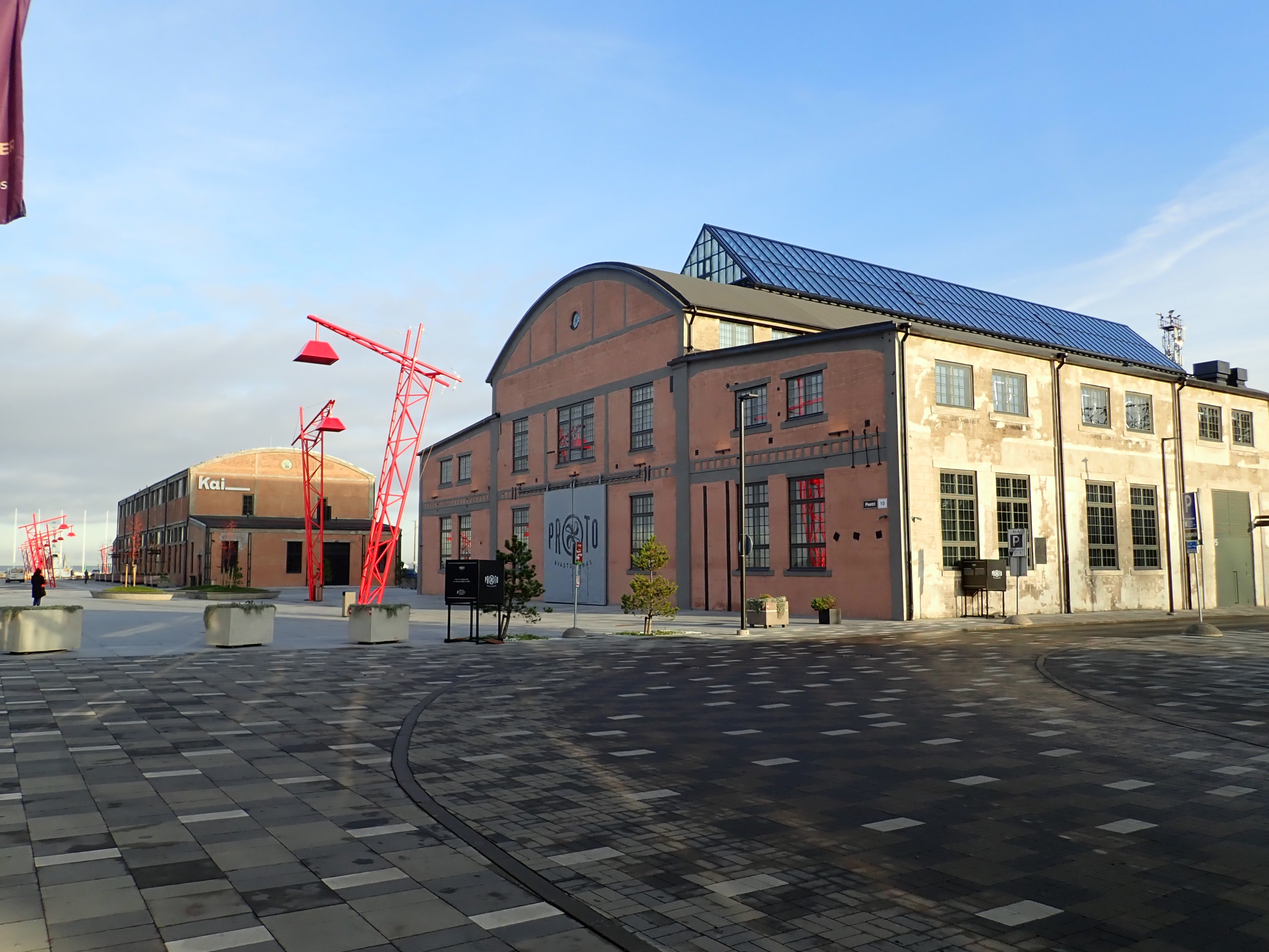
Proto upptäckarverkstad och Kai konstcentrum i noblessnerområdet
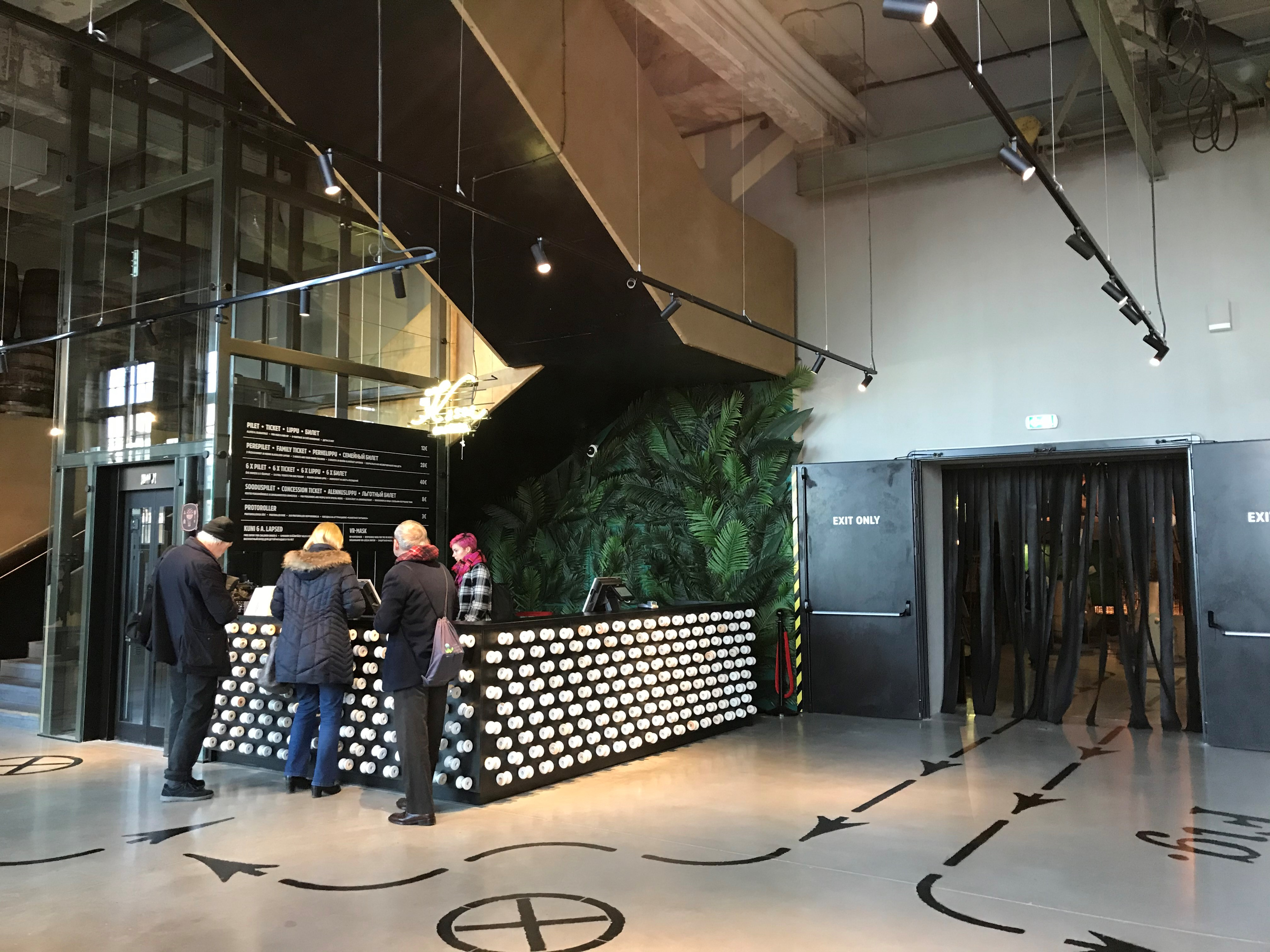
Biljettförsäljning och information
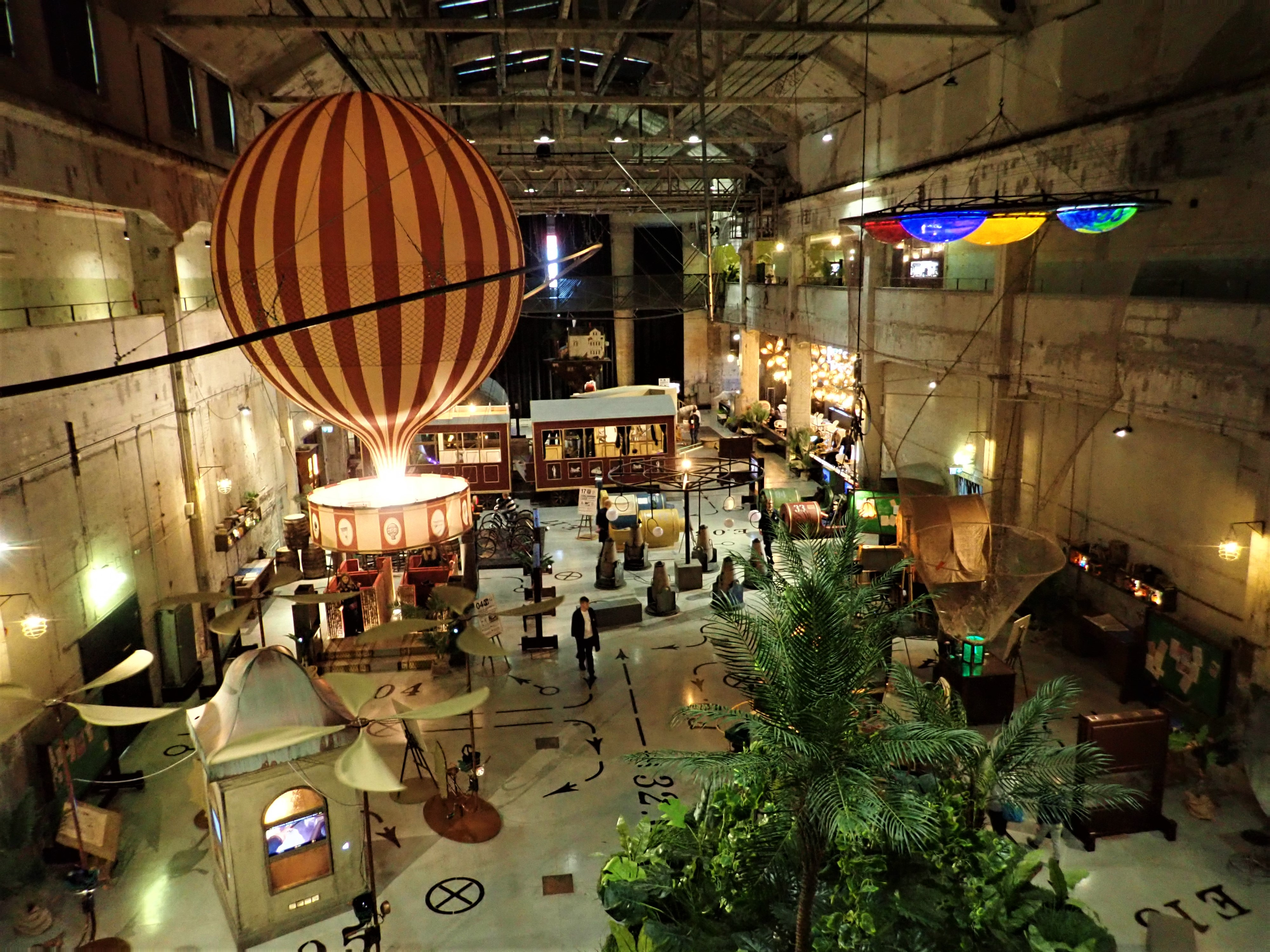
Interiör
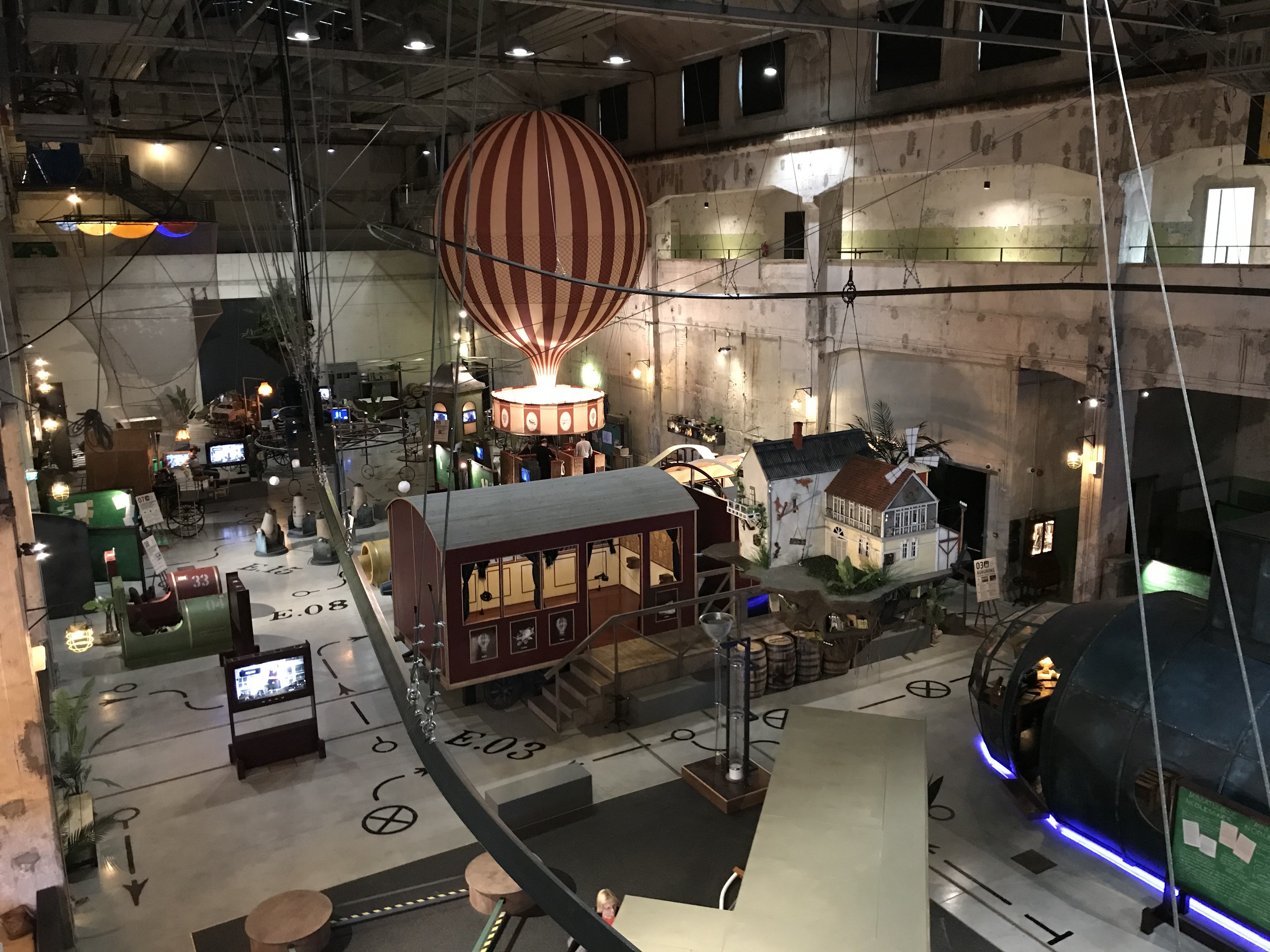
Interiör
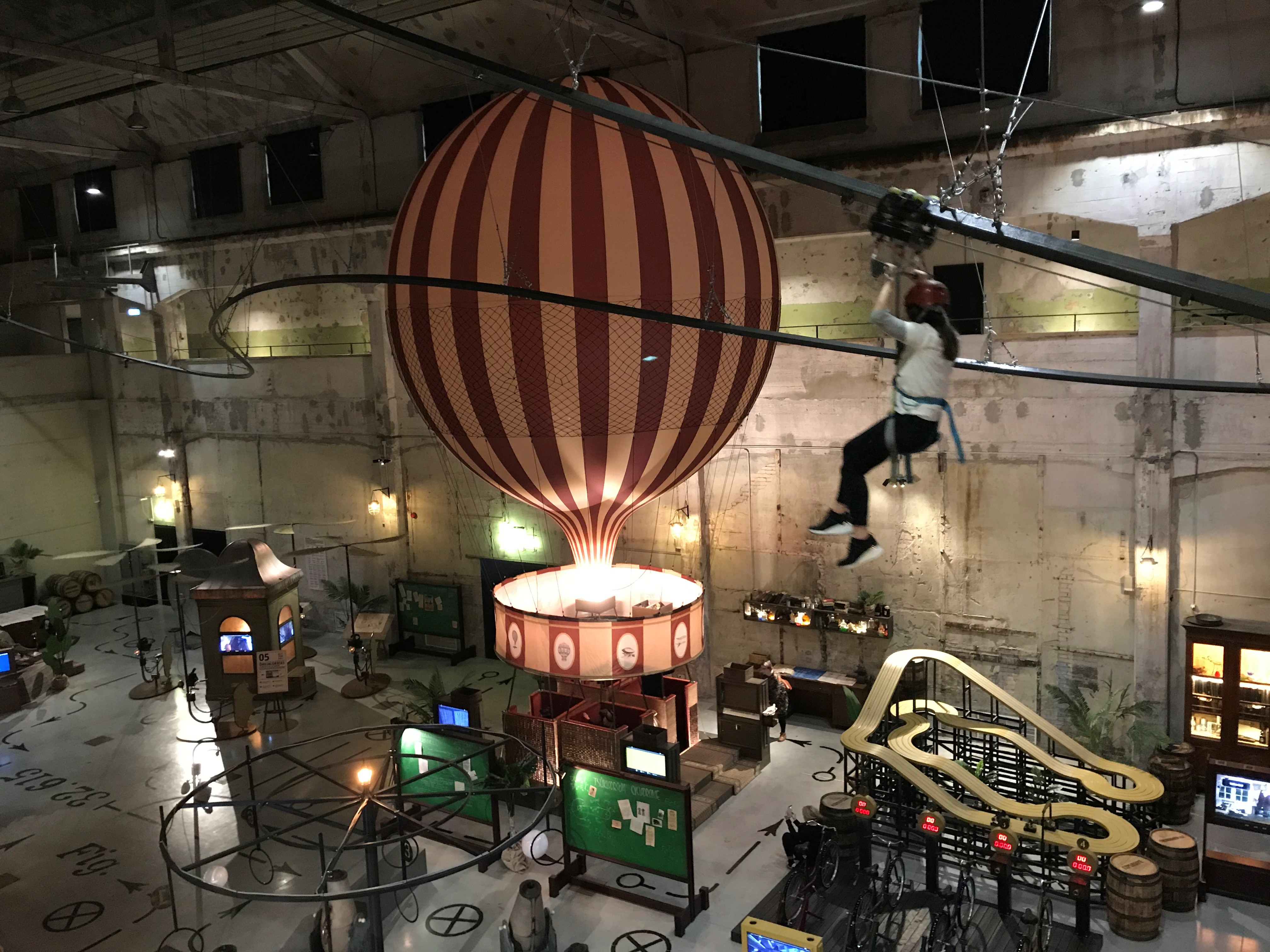
Interiör med "Protoroller"-åkbana
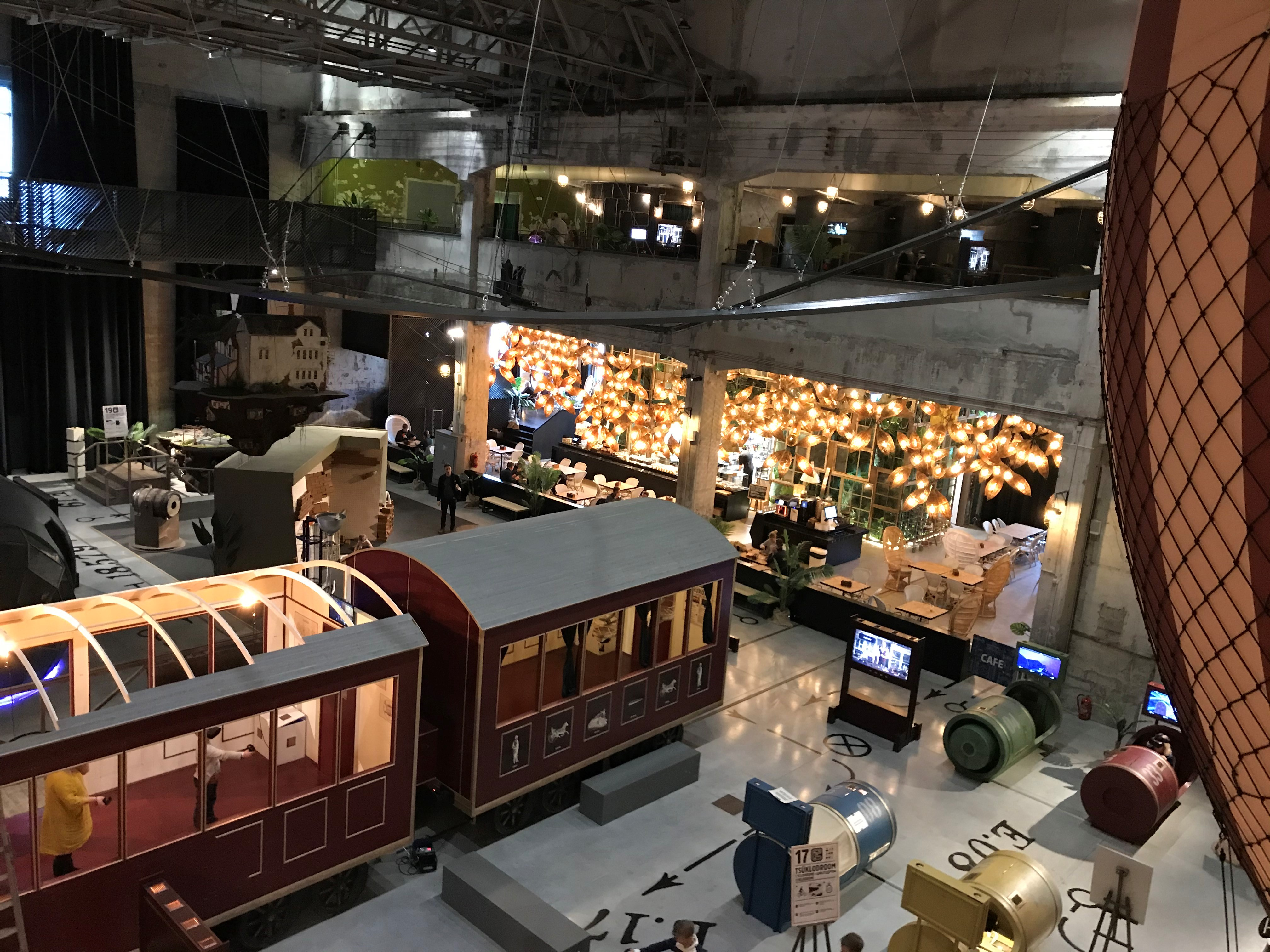
Interiör med kafeterian på vänster sida
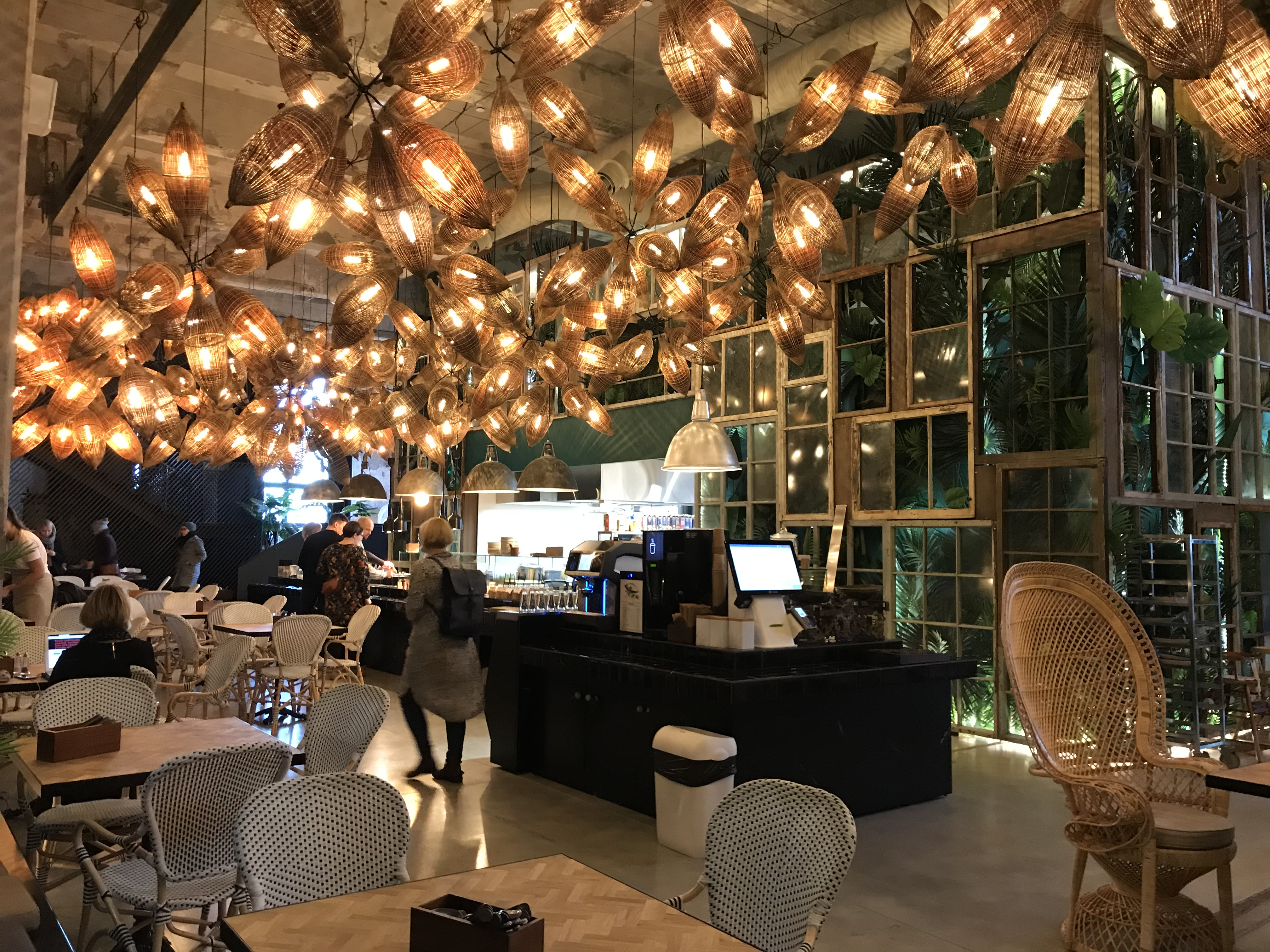
Kafeterian